# Teorie velkého třesku
Teorie velkého třesku (v anglickém originále The Big Bang Theory) je americký sitcom ze světa mladých fyziků. Dělá si legraci z jejich osobního života (stejně tak z nerdovské subkultury současné americké mládeže) a staví je do opozice k obyčejným lidem, kteří jsou vykreslováni jako hloupí, leč šťastní a sociálně naplnění jedinci.
Seriál vytvořili Chuck Lorre a Bill Prady. Produkován byl společnostmi Warner Bros. Television a Chuck Lorre Productions. Vysílán byl na stanici CBS, pilotní díl, premiérově uvedený 24. září 2007, režíroval James Burrows. Závěrečná epizoda seriálu byla odvysílána 16. května 2019. Celkem vzniklo ve dvanácti řadách 279 dílů. V Česku byl seriál premiérově uveden na stanicích Prima Cool a od 1. června 2020 také na stanici Nova Fun.
Ze seriálu Teorie velkého třesku byl v roce 2017 odvozen spin-offový prequel Malý Sheldon.

## Produkce
Podoba pilotního dílu seriálu, se kterým bylo počítáno na televizní sezónu 2006–2007, byla lehce odlišná od současné podoby. Jediné postavy, které zůstaly z úvodního dílu v kompletním seriálu byly Leonard a Sheldon (ztvárněni Johnnym Galeckim a Jimem Parsonsem, postavy byly pojmenovány po Sheldonu Leonardovi). V seriálu se také měly objevit postavy dvou žen. První z nich měla být Katie, tj. „holka vychovávaná ulicí, drsná, ale s citlivou duší“, kterou po rozchodu s přítelem poznali hlavní hrdinové a ti jí nabídli spolubydlení v bytě hrdinů (původně Amanda Walsh), v druhém pilotním díle byla tato postava obměněna za Penny (Kaley Cuoco). Druhou ženskou postavou měla být Gilda (Iris Bahr), tj. vědkyně, kolegyně a přítelkyně hlavních hrdinů, která se cítí ohrožena přítomností Katie. Pilotní díl používal jako titulní znělku „She Blinded Me with Science“ od Thomase Dolbyho.
Seriál nebyl vybrán do vysílání, ale televizní společnost nabídla tvůrcům možnost přepracovat námět seriálu a vytvořit druhý pilotní díl. Zajistili další postavy a přepracovali seriál do konečné podoby. Původní pilotní díl nebyl nikdy odvysílán, ale objevuje se na internetu. V rámci přípravy seriálu Chuck Lorre prohlásil „Na pilotu Big Bangu jsme dělali asi dva a půl roku a úplně propadl... ale dvě věci fungovaly perfektně, a to Johnny a Jim. Přepsali jsme další věci a byli jsme ohromeni Kaley, Simonem a Kunalem.“ Bylo oznámeno, že původní pilotní díl možná vyjde jako bonus na DVD k seriálu. Lorre prohlásil: „Ty jó, to bych chtěl vidět, vidět svoje chyby... uvidíme.“
První a druhý pilotní díl seriálu The Big Bang Theory byly režírovány Jamesem Burrowsem, ten však další díly nerežíroval. Přepracovaný druhý pilotní díl vedl 14. května 2007 k objednávce 13 epizod pro společnost CBS. Před vysíláním pilotního dílu na CBS byla epizoda uvolněna zdarma na iTunes. Seriál se začal v USA vysílat 24. září 2007 a 19. října téhož roku byl rozšířen na celkových 22 dílů první sezóny. Nicméně, produkce seriálu byla 6. listopadu zastavena z důvodu stávky scenáristů v roce 2007. O téměř 3 měsíce později, 4. února 2008 byl seriál přechodně nahrazen krátkým sitcomem Welcome to the Captain (česky Vítejte u kapitána), seriál byl obnoven 17. března 2008 v lepším vysílacím čase a nakonec bylo v první sezóně odvysíláno pouze 17 dílů. Po skončení stávky byla společností CBS zakoupena druhá série, která byla odvysílána mezi lety 2008 a 2009, vysílána byla ve stejném vysílacím čase a premiérový díl byl odvysílán 22. září 2008. S lepšícím se hodnocením byl seriál prodloužen o další dvě sezóny až do roku 2011. V roce 2011 byl seriál prodloužen o další tři sezóny. Seriál je natáčen před živým publikem a produkován je pod hlavičkou společností Warner Bros. Television a Chuck Lorre Productions.
Profesor fyziky a astronomie Kalifornské univerzity v Los Angeles David Saltzberg kontroluje scénáře a upravuje dialogy, matematické vzorce a diagramy používané v seriálu. Podle výkonného producenta/spolutvůrce Billa Pradyho, „Pracujeme na tom, aby Sheldon řešil opravdové problémy, které probíhaly celou první sezónu a jejich aktuální průběh byl zobrazen na tabulích ... těžce jsme pracovali na tom, aby byly všechny vědecké věci v pořádku.“
Někteří z herců v Teorii velkého třesku spolu pracovali na televizním seriálu Roseanne a to včetně Johnnyho Galeckiho, Sary Gilbertové a Laurie Metcalfové (hraje Sheldonovu matku Mary Cooperovou). Mimoto byl Chuck Lorre scenáristou tohoto seriálu.
Produkce pořadu byla přerušena 6. listopadu 2007 v důsledku stávky scenáristů. 17. března 2008 se natáčení obnovilo a dokončila se první série. Druhá série odstartovala 22. září 2008 epizodou „The Bad Fish Paradigm“. V září také vyšla první série seriálu na DVD. Dne 21. září 2009 se začala vysílat třetí sezóna, která byla dokončena posledním dílem s názvem „The Lunar Excitation“, který se na obrazovkách objevil 24. května 2010. Od 23. září 2010 se natáčela čtvrtá série, která byla zakončena epizodou „The Roommate Transmogrification“. 22. září 2011 se na obrazovkách objevila první epizoda páté série a 10. května 2012 byla odvysílána poslední epizoda páté sezóny s názvem „The Countdown Reflection“. Posléze následovala přestávka ve vysílání způsobená letními prázdninami, seriál se znovu začal vysílat 27. září 2012, následně bylo odvysíláno 24 epizod šesté série, sedmá série se vysílala od 26. září 2013. Osmá série se začala vysílat 22. září 2014.

### Titulní píseň
Kanadská hudební skupina alternativního rocku Barenaked Ladies napsala a nahrála titulní píseň seriálu, která umělecky popisuje historii a stvoření vesmíru a Země. Autoři seriálu Chuck Lorre a Bill Prady oslovili hlavního zpěváka a kytaristu skupiny Eda Robertsona a požádali ho, aby napsal titulní píseň pro seriál poté, co navštívili jeden z koncertů skupiny v Los Angeles. Shodou okolností Ed Robertson dříve přečetl knihu Simona Singha Big Bang a na koncertě předvedl improvizaci pomocí freestyle rapu o původu vesmíru. Lorre a Prady později z toho důvodu zavolali Robertsonovi a zeptali se ho, zda má zájem napsat titulní píseň k seriálu. Robertson souhlasil pouze pod podmínkou a po ujištění, že Lorre a Prady nebudou již shánět žádné další autory.
9. října 2007 byla komerčně vydána plná verze (1 minuta a 45 sekund) písně. Ačkoliv některé zdroje uvádějí píseň pod názvem „History of Everything“, tak na obalu singlu je píseň uvedena jako titulní píseň Teorie Velkého Třesku. Hudební videoklip byl vydán a přiložen jako bonus při vydání DVD a Blu-ray Kompletní 4. sezóny (anglicky The Complete Fourth Season). Píseň byla také uvolněna pro nejznámější album skupiny Barenaked Ladies pod názvem „Hits from Yesterday & the Day Before“, k vydání alba došlo 27. září 2011.

### Výdělky herců
Během prvních tří sérií tři hlavní představitelé (Galecki, Parsons a Cuoco) vydělávali maximálně 60 000 amerických dolarů za jednu epizodu. Výdělky těchto tří vyrostly ve 4. sérii na 200 000 dolarů za epizodu, v rámci smlouvy bylo upraveno, že v následujících třech sériích porostou jejich platy o 50 000 dolarů v každé sérii, tj. v sedmé sérii tito herci vydělali 350 000 dolarů za epizodu. Začátkem srpna 2014 pak ústřední trojice podepsala kontrakt na další tři série, přičemž honorář má činit zhruba 1 milion dolarů za epizodu.

## Děj
Leonard, který se zabývá experimentální fyzikou, a geniální teoretický fyzik Sheldon s IQ 187 spolu žijí v jednom bytě. Zajímají se o kvantovou mechaniku, teorii superstrun, sci-fi a fantasy. Jejich život se skládá z výpočtů nových vlastností elementárních částic a hraní her jako například Halo společně s astrofyzikem Rajeshem a inženýrem Howardem.
Hned v prvním díle do jejich života vtrhne Penny, přitažlivá blondýnka, která přestože neví nic o Schrödingerově kočce, ani neumí klingonsky, Leonarda zaujme především tím, že je žena. Leonardova náklonnost k ní diváky provází nejen celou první sérií a je jednou z hlavních studnic situačního humoru.

## Obsazení

### Přehled výskytu postav
| Postava                             | Herec                | Dabér                                                                               | Sezóna          | Sezóna          | Sezóna          | Sezóna          | Sezóna          | Sezóna          | Sezóna          | Sezóna          | Sezóna          | Sezóna          | Sezóna          | Sezóna          |
| Postava                             | Herec                | Dabér                                                                               | 1               | 2               | 3               | 4               | 5               | 6               | 7               | 8               | 9               | 10              | 11              | 12              |
| Hlavní role                         | Hlavní role          | Hlavní role                                                                         | Hlavní role     | Hlavní role     | Hlavní role     | Hlavní role     | Hlavní role     | Hlavní role     | Hlavní role     | Hlavní role     | Hlavní role     | Hlavní role     | Hlavní role     | Hlavní role     |
| ----------------------------------- | -------------------- | ----------------------------------------------------------------------------------- | --------------- | --------------- | --------------- | --------------- | --------------- | --------------- | --------------- | --------------- | --------------- | --------------- | --------------- | --------------- |
| Sheldon Cooper                      | Jim Parsons          | Jakub Wehrenberg                                                                    | hlavní          | hlavní          | hlavní          | hlavní          | hlavní          | hlavní          | hlavní          | hlavní          | hlavní          | hlavní          | hlavní          | hlavní          |
| Leonard Hofstadter                  | Johnny Galecki       | Aleš Háma                                                                           | hlavní          | hlavní          | hlavní          | hlavní          | hlavní          | hlavní          | hlavní          | hlavní          | hlavní          | hlavní          | hlavní          | hlavní          |
| Howard Wolowitz                     | Simon Helberg        | Matěj Hádek (1.–9. série) Petr Neskusil (10.–12. série) Ondřej Izdný (zpěv – 07×06) | hlavní          | hlavní          | hlavní          | hlavní          | hlavní          | hlavní          | hlavní          | hlavní          | hlavní          | hlavní          | hlavní          | hlavní          |
| Rajesh Koothrappali                 | Kunal Nayyar         | Petr Burian Ondřej Izdný (zpěv – 04×14)                                             | hlavní          | hlavní          | hlavní          | hlavní          | hlavní          | hlavní          | hlavní          | hlavní          | hlavní          | hlavní          | hlavní          | hlavní          |
| Penny                               | Kaley Cuoco          | Jitka Moučková Radka Přibyslavská (07×12–07×24)                                     | hlavní          | hlavní          | hlavní          | hlavní          | hlavní          | hlavní          | hlavní          | hlavní          | hlavní          | hlavní          | hlavní          | hlavní          |
| Bernadette Rostenkowski-Wolowitz    | Melissa Rauch        | Terezie Taberyová                                                                   | Does not appear | Does not appear | vedlejší        | hlavní          | hlavní          | hlavní          | hlavní          | hlavní          | hlavní          | hlavní          | hlavní          | hlavní          |
| Amy Farrah Fowler                   | Mayim Bialik         | Nikola Votočková Irena Máchová (07×13–07×24)                                        | Does not appear | Does not appear | hostující       | hlavní          | hlavní          | hlavní          | hlavní          | hlavní          | hlavní          | hlavní          | hlavní          | hlavní          |
| Stuart Bloom                        | Kevin Sussman        | Pavel Vondrák                                                                       | Does not appear | vedlejší        | vedlejší        | vedlejší        | vedlejší        | hlavní          | vedlejší        | hlavní          | hlavní          | hlavní          | hlavní          | hlavní          |
| Leslie Winkle                       | Sara Gilbertová      | Lucie Juřičková (1.–3. série) René Slováčková (9. série)                            | vedlejší        | hlavní          | hostující       | Does not appear | Does not appear | Does not appear | Does not appear | Does not appear | hostující       | Does not appear | Does not appear | Does not appear |
| Emily Sweeney                       | Laura Spencer        | Tereza Martinková                                                                   | Does not appear | Does not appear | Does not appear | Does not appear | Does not appear | Does not appear | vedlejší        | vedlejší        | hlavní          | hostující       | Does not appear | Does not appear |
| Vedlejší role                       |                      |                                                                                     |                 |                 |                 |                 |                 |                 |                 |                 |                 |                 |                 |                 |
| Kurt                                | Brian Patrick Wade   | Michal Michálek (1. série) Martin Sobotka (2. série)                                | vedlejší        | vedlejší        | Does not appear | Does not appear | Does not appear | Does not appear | Does not appear | Does not appear | Does not appear | Does not appear | Does not appear | Does not appear |
| Dr. Eric Gablehauser                | Mark Harelik         | Otakar Brousek mladší                                                               | vedlejší        | vedlejší        | Does not appear | Does not appear | Does not appear | Does not appear | Does not appear | Does not appear | Does not appear | Does not appear | Does not appear | Does not appear |
| Mary Cooper                         | Laurie Metcalf       | Zuzana Skalická                                                                     | vedlejší        | Does not appear | vedlejší        | vedlejší        | vedlejší        | Does not appear | vedlejší        | vedlejší        | vedlejší        | vedlejší        | vedlejší        | vedlejší        |
| paní Wolowitzová                    | Carol Ann Susiová    | Zuzana Skalická                                                                     | vedlejší        | vedlejší        | vedlejší        | vedlejší        | vedlejší        | vedlejší        | vedlejší        | vedlejší        | Does not appear | Does not appear | Does not appear | Does not appear |
| Dr. Koothrappali                    | Brian George         | Ladislav Županič                                                                    | vedlejší        | vedlejší        | vedlejší        | vedlejší        | vedlejší        | Does not appear | Does not appear | vedlejší        | Does not appear | vedlejší        | Does not appear | Does not appear |
| paní Koothrappaliová                | Alice Amter          | Dagmar Čárová (1.–5. série) Petra Tišnovská (8. série)                              | vedlejší        | vedlejší        | vedlejší        | vedlejší        | vedlejší        | Does not appear | Does not appear | hostující       | Does not appear | Does not appear | Does not appear | Does not appear |
| Stephanie Barnett                   | Sara Rue             | Nikola Votočková                                                                    | Does not appear | vedlejší        | Does not appear | Does not appear | Does not appear | Does not appear | Does not appear | Does not appear | Does not appear | Does not appear | Does not appear | Does not appear |
| Barry Kripke                        | John Ross Bowie      | Martin Sobotka                                                                      | Does not appear | vedlejší        | vedlejší        | vedlejší        | vedlejší        | vedlejší        | vedlejší        | vedlejší        | vedlejší        | vedlejší        | vedlejší        | vedlejší        |
| Beverly Hofstadter                  | Christine Baranski   | Simona Stašová (3. a 5. série) Jaroslava Kretschmerová (7.–12. série)               | Does not appear | vedlejší        | vedlejší        | Does not appear | hostující       | Does not appear | vedlejší        | vedlejší        | vedlejší        | vedlejší        | vedlejší        | vedlejší        |
| Wil Wheaton                         | Wil Wheaton          | Jiří Ployhar                                                                        | Does not appear | Does not appear | vedlejší        | vedlejší        | vedlejší        | vedlejší        | vedlejší        | vedlejší        | vedlejší        | Does not appear | hostující       | Does not appear |
| Zack Johnson                        | Brian Thomas Smith   | Michal Michálek                                                                     | Does not appear | Does not appear | vedlejší        | vedlejší        | Does not appear | Does not appear | vedlejší        | Does not appear | hostující       | hostující       | Does not appear | Does not appear |
| Priya Koothrappali                  | Aarti Mann           | Klára Sochorová                                                                     | Does not appear | Does not appear | Does not appear | vedlejší        | vedlejší        | Does not appear | Does not appear | Does not appear | Does not appear | Does not appear | Does not appear | Does not appear |
| Wyatt                               | Keith Carradine      | Lukáš Hlavica (4. série) Jiří Valšuba (9.–12. série)                                | Does not appear | Does not appear | Does not appear | hostující       | Does not appear | Does not appear | Does not appear | Does not appear | vedlejší        | vedlejší        | Does not appear | Does not appear |
| Rektor Siebert                      | Joshua Malina        | Lukáš Hlavica (4. a 5. série) Marek Libert (12. série)                              | Does not appear | Does not appear | Does not appear | Does not appear | Does not appear | vedlejší        | vedlejší        | Does not appear | Does not appear | Does not appear | Does not appear | vedlejší        |
| Mike Rostenkowski                   | Casey Sander         | Jiří Plachý (5.–7. série) Marcel Vašinka (7.–9. série)                              | Does not appear | Does not appear | Does not appear | Does not appear | vedlejší        | vedlejší        | vedlejší        | Does not appear | vedlejší        | Does not appear | vedlejší        | Does not appear |
| Alex Jensen                         | Margo Harshman       | Anna Brousková                                                                      | Does not appear | Does not appear | Does not appear | Does not appear | Does not appear | vedlejší        | Does not appear | Does not appear | Does not appear | Does not appear | Does not appear | Does not appear |
| Janine Davis                        | Regina Kingová       | Irena Hrubá                                                                         | Does not appear | Does not appear | Does not appear | Does not appear | Does not appear | vedlejší        | vedlejší        | vedlejší        | Does not appear | Does not appear | Does not appear | Does not appear |
| Lucy                                | Kate Micucci         | Anežka Pohorská                                                                     | Does not appear | Does not appear | Does not appear | Does not appear | Does not appear | vedlejší        | hostující       | Does not appear | Does not appear | hostující       | Does not appear | Does not appear |
| Bert Kibbler                        | Brian Posehn         | Karel Richter (6. série) Pavel Vondra (7. série) Jiří Valšuba (10.–12. série)       | Does not appear | Does not appear | Does not appear | Does not appear | Does not appear | vedlejší        | vedlejší        | Does not appear | Does not appear | vedlejší        | vedlejší        | vedlejší        |
| Arthur Jeffries („Profesor Proton“) | Bob Newhart          | Vladimír Brabec (6. série – 07×07) Jan Vlasák (07×22 – 12. série)                   | Does not appear | Does not appear | Does not appear | Does not appear | Does not appear | vedlejší        | vedlejší        | Does not appear | hostující       | Does not appear | hostující       | hostující       |
| Dave Gibbs                          | Stephen Merchant     | Michal Michálek                                                                     | Does not appear | Does not appear | Does not appear | Does not appear | Does not appear | Does not appear | Does not appear | Does not appear | vedlejší        | Does not appear | Does not appear | Does not appear |
| Claire                              | Alessandra Torresani | René Slováčková                                                                     | Does not appear | Does not appear | Does not appear | Does not appear | Does not appear | Does not appear | Does not appear | Does not appear | vedlejší        | hostující       | hostující       | hostující       |
| Richard Williams                    | Dean Norris          | Martin Zahálka                                                                      | Does not appear | Does not appear | Does not appear | Does not appear | Does not appear | Does not appear | Does not appear | Does not appear | Does not appear | vedlejší        | Does not appear | Does not appear |
| Ramona Nowitzki                     | Riki Lindhome        | Klára Jandová (2. série) Martina Kechnerová (10. a 11. série)                       | Does not appear | hostující       | Does not appear | Does not appear | Does not appear | Does not appear | Does not appear | Does not appear | Does not appear | hostující       | Does not appear | Does not appear |

### Hlavní role

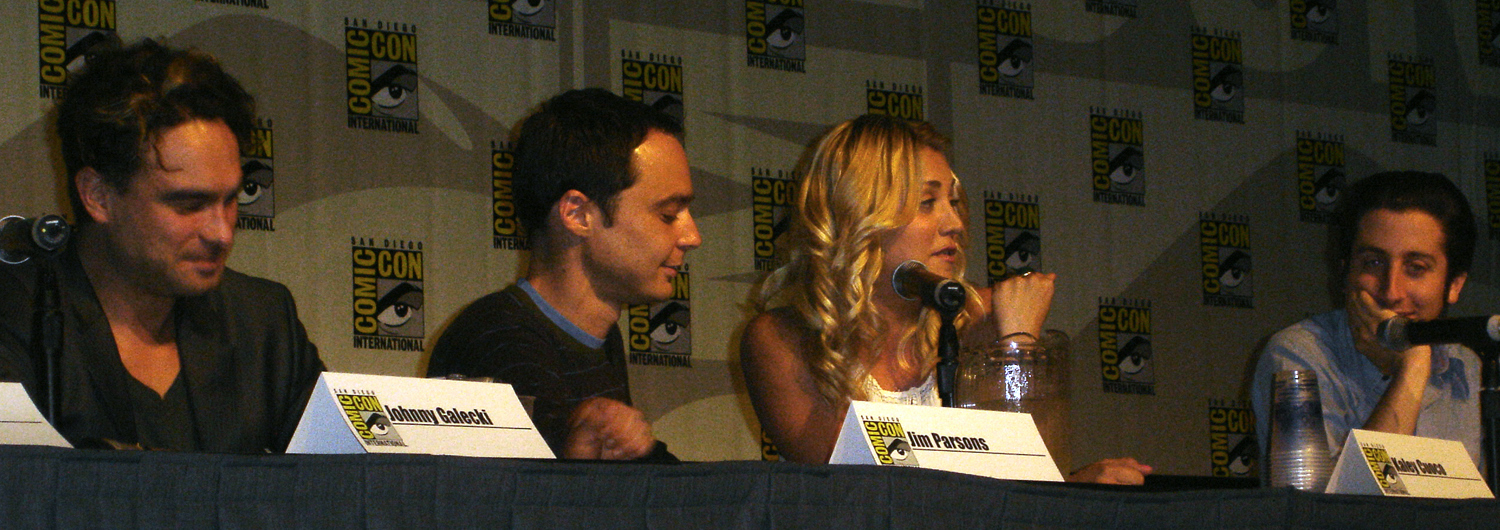
Hlavní představitelé seriálu; zleva: Johnny Galecki, Jim Parsons, Kaley Cuoco a Simon Helberg.

#### Leonard Hofstadter
Johnny Galecki jako Leonard Hofstadter, Ph.D. (český dabing Aleš Háma) je experimentální fyzik s IQ 173. Titul Ph.D. získal ve 24 letech. Původně je z New Jersey. Je tzv. férovým mužem v seriálu, bydlí s kolegou a přítelem Sheldonem Cooperem v Pasadeně. Autoři seriálu předpokládali potenciální vztah mezi Hofstadterem a jeho sousedkou Penny, a sexuální napětí mezi nimi vede k občasným schůzkám. V třetí sérii spolu tito dva začínají chodit, ačkoliv stále žijí odděleně, později se rozchází. V páté sérii spolu začínají chodit opět a zkoušejí experiment pod názvem „betatest vztahu“, ve kterém mohou oba reportovat chyby. V sedmé sérii se zasnoubí a po více než roce se vezmou.

#### Sheldon Lee Cooper
Jim Parsons[35] jako Sheldon Cooper, M.A., Ph.D.[36] (český dabing Jakub Wehrenberg) pochází z Galvestonu v Texasu[37] byl zázračným dítětem s eidetickou pamětí a vysokou školu začal studovat v 11 letech (po dokončení páté třídy), vyšší stupeň vysoké školy začal studovat ve 14 letech a v 16 letech získal titul Ph.D. Je teoretickým fyzikem zkoumajícím kvantovou mechaniku a teorii strun, má dva tituly Ph.D. a Sc.D. a také má IQ 187. Také předvádí typické dodržování rutiny a zvyků a má problém s pochopením sarkasmu a ironie, také má problém pochopit romantické vztahy svých přátel. Sheldon sdílí byt s Leonardem Hofstadterem, bydlí naproti přes chodbu od Penny a na tyto spoléhá při řešení společenských situací a problémů. Sheldon je velmi sobecký tím, že se často chlubí svojí velmi vysokou inteligencí a někdy podceňuje některé ze svých přátel. Sheldon spoléhá na to, že některý z jeho přátel (obvykle Leonard) jej odveze někam autem, nicméně v druhé sérii zkusil neúspěšně získat řidičský průkaz. Na konci třetí série poznal Amy Farrah Fowlerovou, se kterou později rozvíjí vztah i přes to, že má problémy se strachem z bakterií a z fyzického kontaktu.
Je introvertní a má problémy se společností jiných osob, někdy se chová jako malé dítě. Také je extrémně ritualizovaný a trpí obsesí, kdy potřebuje vidět věci dokončeny. Například potřebuje sedět stále na stejném místě na pohovce či klepat na dveře třikrát a přitom říkat jméno osoby, na kterou klepe, než řekne, co vlastně potřebuje.
Vykazuje některé znaky aspergerova syndromu.

#### Penny Hofstadter
Kaley Cuoco jako Penny (český dabing Jitka Moučková) pochází z města nedaleko Omahy v Nebrasce. Penny se snaží být herečkou a žije v bytě naproti bytu Sheldona a Leonarda. Penny zkoušela získat několik televizních rolí pomocí kastingů, nicméně prozatím nebyla při této snaze úspěšná. Od první do poloviny sedmé série se živila jako číšnice a občasná barmanka v Cheesecake Factory. Nezískala univerzitní titul, ale má mnohem lepší cit pro situaci a sociální inteligenci než ostatní hlavní hrdinové. V seriálu nebylo uvedeno její rodné příjmení. Na konci první série a během třetí, páté a šesté série chodila s Leonardem Hofstadterem. S ním se poté zasnoubila a vdala se. Od čtvrté sezóny se spřátelila s Bernadette a Amy a scházejí se v bytě či v jiných prostorách.

#### Howard Joel Wolowitz
Simon Helberg jako Howard Joel Wolowitz,M.Eng. (český dabing Matěj Hádek) je letecký inženýr. Je židovského vyznání a dlouhou dobu žil s matkou, jako jediný z hlavních hrdinů nezískal doktorský titul, na svoji obranu často uvádí, že získal magisterský titul z prestižní univerzity MIT a navrhuje zařízení, které jsou vysílány do vesmíru, oproti abstraktní práci ostatních hrdinů seriálu. Toto vyvrcholilo tím, že v posledním díle 5. série letěl do vesmíru. Občas předvádí židovský humor, který Leonard a Raj shledávají přehnaný či neopodstatněný. Prohlašuje o sobě, že je polyglot, uvádí, že mluví šesti jazyky: francouzsky, rusky, mandarínsky, persky, arabsky a klingonsky. Chodil a poté si vzal Bernadette Rostenkowski a v šesté sérii se s ní přestěhoval do vlastního bytu. Později spolu mají dvě děti – Halley a Neila Michaela.

#### Rajesh Ramayan Koothrappali
Kunal Nayyar jako Rajesh Ramayan Koothrappali, Ph.D. (český dabing Petr Burian) pochází z Nového Dillí v Indii, pracuje jako částicový astrofyzik na Caltechu. Jeho otec je gynekolog a tak jsou poměrně „ve vatě“. Byl velmi stydlivý v komunikaci s ženami a v prvních šesti sériích s nimi nedokázal promluvit (kromě své sestry a matky). Mluvit se ženami dokázal pouze v případě, že pil alkohol (nebo si aspoň myslel, že pil alkohol) nebo v případě, že užíval experimentální medikamenty. I přes to však měl větší úspěchy s ženami než jeho přespříliš sebevědomý nejlepší přítel Howard. V poslední epizodě šesté série překonal svůj ostych v komunikaci s ženami a od té doby dokáže mluvit se ženami bez užívání alkoholu. Je velmi zženštilý a často na sebe bere typicky ženskou roli v přátelství s Howardem, ale je si jistý, že není homosexuál. Během čtvrté sezóny s ním sdílela byt jeho sestra Priya (Aarti Mann). V této sérii se Priya seznámila s Leonardem a stala se jeho přítelkyní (ač to Rajovi vadilo). V epizodě šesté série „Nesporný důkaz náklonnosti“ (anglicky „The Tangible Affection Proof“) Raj v obchodě s komiksy potkal Lucy (Kate Micucci) a začal s ní rozvíjet vztah. Nicméně v epizodě „Reakce na Bon Voyage“ Lucy ukončila vztah s Rajem z důvodu, že byla příliš stresována tím, že ji chce představit svým přátelům. Na konci této epizody Raj promluvil s Penny bez alkoholu.

### Vedlejší role

#### Leslie Winkle
Sara Gilbertová jako Leslie Winkle, Ph.D. (český dabing Lucie Juřičková, hostující postava v sérii 1, hlavní postava v sérii 2, hostující v sérii 3) je fyzikem a pracuje ve stejné laboratoři jako Leonard. V seriálu hraje Leonardův ženský protějšek, nosí brýle s černými obroučkami a pletené kostýmky. Je ostře vyhraněna vůči Sheldonovi, často z hlediska jiného náhledu na vědecké problémy. Navzájem si o sobě myslí, že jsou intelektuálně výš, než ten druhý, Leslie je ovšem mnohem vtipnější a pohotovější než Sheldon a často ho označuje jako blbce (anglicky „dumbass“). Leslie měla přátelský a i sexuální vztah s Leonardem a později s Howardem, v případě vztahu s Leonardem došlo k obnovení vztahu, který spolu měly jejich postavy Darlene Connorové a Davida Healyho v seriálu Roseanne. Gilbertová byla v druhé sérii přesunuta mezi hlavní postavy, ale ve třetí sérii byla přesunuta zpět mezi postavy hostující, protože autoři seriálu nebyli schopni generovat dostatek obsahu pro její roli. Gilbertová odešla ze seriálu po třetí sérii z důvodu větší zainteresovanosti v seriálu The Talk, ve kterém působí jako výkonný producent pro CBS. V deváté sérii se objevila na oslavě Sheldonových narozenin.

#### Bernadette Marriane Rostenkowski-Wolowitz
Melissa Rauchová jako Bernadette Rostenkowski-Wolowitz, Ph.D. (český dabing Terezie Taberyová, hostující postava v sérii 3, hlavní postava od série 4) je mladá žena, která zpočátku působila jako servírka a kolegyně Penny, tímto zaměstnáním si přivydělávala v rámci doktorského studia mikrobiologie. Na konci čtvrté série obhájila svoji dizertaci a nastoupila na vysoce placené místo ve vývoji. Penny představila Bernadette Howardovi. Zpočátku neměla o Howarda vůbec žádný zájem a prohlašovala, že spolu nemají nic společného. Po zjištění, že měli podobné problémy s matkou, se sblížili, během třetí série spolu začali chodit a také se rozešli, ve čtvrté sérii se k sobě ovšem vrátili. Na konci čtvrté série se zasnoubili a na konci páté série se vzali. V deváté sérii Bernadette otěhotněla.

#### Stuart David Bloom
Stuarta Blooma v seriálu hraje Kevin Sussman (česky nadaboval Pavel Vondrák). Stuart provozuje obchod s komiksy v centru Pasadeny. Stuart je charakteristický svým nízkým sebevědomím a osamělostí, což má za následek ubohé pokusy, jak se zapojit do rozhovoru s ženami. Přitom je talentovaný umělec, dokonce chodil na Rhode Island School of Design. Mimo to má téměř encyklopedické znalosti o komiksech a superhrdinech. Když se poprvé v seriálu, přátelé přivedli Penny do jeho obchodu, on ji pozval na rande a Penny souhlasila. Rande by dopadlo dobře, kdyby Stuart nepožádal o radu Sheldona, který mu poradil věci, které Penny nudí. Při druhém rande Stuart požádal o radu Leonarda jakožto bývalého přítele Penny, a ten mu záměrně poradil špatně. Následkem toho se Stuart zachoval přesně tak, jak neměl. V páté řadě seriálu pak šel na rande s Amy (Sheldonovou přítelkyní), ale to jim překazil Sheldon, čímž upevnil svůj vztah s Amy. Stuart byl také spoluhráčem Willa Wheatona v karetním turnaji, v němž porazili dvojici Raje a Sheldona.

#### Amy Farrah Fowler
Amy Farrah Fowler v seriálu zastoupila Mayim Bialik (česky dabovala Nikola Votočková). Amy je neurobioložka původem z Kalifornie a studovala na Harvardu. Nosí brýle, většinou rozpuštěné vlasy a hlídá si, aby svým oblékáním nevyšla z „komfortní zóny“. I když je povahově a intelektuálně velmi podobná Sheldonovi, nesdílí některé z jeho zájmů. Jde především o zálibu v superhrdinech a vláčcích. Nicméně, je nutné pro Sheldona činit kompromisy a v jeho úchylkách naopak nachází způsob, jak se s ním sblížit.
Měla dohodu se svou matkou, že půjde alespoň jednou za rok na rande. K hledání obětí využívala online seznamku. Osud zasáhl, když Raj a Howard vytvořili na stejné seznamce účet Sheldonovi a perfektní volba protějšku padla na Amy. Vysokému hubenému doktoru Cooperovi dala ihned jasně najevo, že je jakýkoli fyzický kontakt vyloučen, načež vznikl vztah, který byl v seriálu rozvíjen a prohlubován až do konce.

### Známé osobnosti
V seriálu se také objevilo v menších rolích několik známějších osob, které sehrály samy sebe (cameo). Jako první to byl Charlie Sheen ve 4. epizodě (Griffinova ekvivalence) druhé série, v 17. epizodě (Setkání s terminátorem) téže série se objevili Summer Glau, George F. Smoot. V 5. epizodě (Korolár hrůzostrašné polevy) třetí série se poprvé objevil Wil Wheaton, jakožto úhlavní nepřítel Sheldona Coopera, který poté pokračoval jako vedlejší postava. Stan Lee si zahrál v 16. epizodě (Kauza Excelsior) třetí série. Steve Wozniak si zahrál v 2. epizodě (Obohacení koštálovou zeleninou) čtvrté série. V 17. epizodě (Archimedův princip) čtvrté série a 7. epizodě (Párové dilema) šesté série si zahrál i LeVar Burton. V 15. epizodě (Následky hypotetické katastrofy) páté série se objevil astronaut Michael Massimino. V 21. epizodě (Hawkingova excitace) páté série si zahrál Stephen Hawking, který poté v seriálu pokračoval stejně jako Wil Wheaton nebo Michael Massimino. V 4. epizodě (Minimalizace dopadu návratu) šesté série se objevil Howie Mandel. V 5. epizodě (Holografická stimulace) šesté série se ve videu jakoby na YouTube objeví druhý astronaut na Měsíci, Buzz Aldrin. Elon Musk se objevil v 9. epizodě (Vystřídání partnerských rolí) deváté série. Na konci 9. epizody (The Geology Elevation) desáté série se objevila Ellen DeGeneresová, jakožto moderátorka. V 18. epizodě XI. série (Gatesova excitace) si cameo zahrál zakladatel společnosti Microsoft Bill Gates. Ve 24. epizodě (Stockholmský syndrom) dvanácté série si zahrála Sarah Michelle Gellar. Ve finále 11. řady (Asymetrie vázacího motýlka) se objevil jako oddávající Mark Hamill.